# Hreblea, Irșava
Hreblea (ucraineană Гре́бля, în maghiară Felsőkaraszló) este o comună în raionul Irșava, regiunea Transcarpatia, Ucraina, formată numai din satul de reședință.

## Demografie
Componența lingvistică a comunei Hreblea
     Ucraineană (99,62%)
     Alte limbi (0,38%)
Conform recensământului din 2001, majoritatea populației comunei Hreblea era vorbitoare de ucraineană (99,62%), existând în minoritate și vorbitori de alte limbi.